# Cymbopogon obtectus
Cymbopogon obtectus är en gräsart som beskrevs av Stanley Thatcher Blake. Cymbopogon obtectus ingår i släktet Cymbopogon, och familjen gräs. Inga underarter finns listade i Catalogue of Life.